# Кристоф Мартин фон Щолберг-Росла
Кристоф Мартин фон Щолберг-Росла (на немски: Christoph Martin 3.Fürst zu Stolberg-Rossla; * 1 април 1888, Росла, Саксония-Анхалт; † 27 февруари 1949, Ортенберг, Велико херцогство Хесен) от род Щолберг, е 3. княз на Щолберг-Росла в Харц, граф на Кьонигщайн, Рошфор, Вернигероде и Хонщайн. Той е член на „Първата камера“ на Велико херцогство Хесен (1916 – 1918).

## Биография
Той е вторият син на граф Бото Август Карл фон Щолберг-Росла (1850 – 1893) и втората му съпруга принцеса Хедвиг фон Изенбург-Бюдинген-Бюдинген (1863 – 1925), дъщеря на княз Бруно фон Изенбург-Бюдинген (1837 – 1906) и принцеса Матилда фон Золмс-Хоензолмс-Лих (1842 – 1867).
Баща му Бото става на 22 март 1893 г. първият княз на Щолберг-Росла. Майка му Хедвиг се омъжва на 31 август 1902 г. в Росла за чичо му граф Куно (Бото) фон Щолберг-Росла (1862 – 1921). По-големият му брат Йост Кристиан фон Щолберг-Росла (1886 – 1916) е 2. княз на Щолберг-Росла и е убит на 29 години в битка на 1 юли 1916 г. през Първата световна война.
Кристоф фон Щолберг последва през 1916 г. убитият му по-голям брат Йост Кристиан като княз и шеф на линията, също като собственик на земите от 1706 г. чрез наследствената подялба. Но през 1731 г. Курфюрство Саксония анектира и през 1806 г. медиатизира напълно графството Щолберг-Росла.
Кристоф фон Щолберг е пруски ритмайстер. През 1916 г. той поема наследството си на графството Щолберг-Росла и през 1918 г., след навършване на 30 години, е още за няколко месеца член на „Пруския Херен-хауз“ до закриването му. Той остава собственик на имотите си в и около дворците Росла и Ортенберг в Хесен. Съпругата му поема през 1933 г. дворец Бургк от сестра си Хермина Ройс. През 1945 г. собственостите в Росла и Бургк са национализирани. Княжеската двойка отива обратно в собственостите му в Западна Германия.
Кристоф Мартин фон Щолберг-Росла умира на 60 години на 27 февруари 1949 г. в дворец Ортенберг, Хесен.

## Фамилия
Кристоф Мартин фон Щолберг-Росла се жени на 7 ноември 1911 г. в Грайц за принцеса Ида Емма Антоанета Шарлота Виктория Ройс-Грайц от старата линия (* 4 септември 1891, Грайц; † 29 март 1977, Ортенберг), дъщеря на княз Хайнрих XXII Ройс-Грайц (1846 – 1902) и принцеса Ида фон Шаумбург-Липе (1852 – 1891). Тя е внучка на княз Хайнрих XX Ройс-Грайц (1794 – 1859) и ландграфиня Каролина фон Хесен-Хомбург (1819 – 1872), и сестра на Хермина Ройс (1887 – 1947), втората съпруга на последния германски кайзер Вилхелм II. Те имат четири деца:
- Каролина Кристина (Криста) Хедвиг Мария Хермина Луиза Фридерика (* 3 декември 1912, Потсдам; † 27 декември 1996, Бад Хомбург), омъжена I. в Росла на 30 ноември 1935 г. за Ханс Албрехт фон Болтенщерн (* 14 октомври 1905, Тратцен; † 4 септември 1940, убит в битка), II. в Росла на 12 април 1944 г. за фрайхер Вилхард фон Еберщайн (* 11 ноември 1894, Хамбург; † 10 май 1964, Шлайден)
- Хайнрих Бото (* 13 декември 1914, Потсдам; † 7 март 1974, Бад Хомбург), принц, неженен
- Йохан Мартин (* 6 октомври 1917, Росла; † 10 декември 1982, Франкфурт на Майн), 4. княз на Щолберг-Росла, женен в манастир Енгелтал при Алтенщат на 28 януари 1967 г. за Хилдегард Зауербир (* 5 октомври 1922, Ханау); няма деца
- Мари Елизабет Ида Емма Цецилия Матилда (* 1 октомври 1921, Росла; † 11 юли 1975, Ортенберг), омъжена в Росла на 27 септември 1939 г. за принц Вилхелм фон Шьонбург-Валденбург (* 3 април 1913, Гутеборн; † 1 юни 1944, убит в битка в Нормандия); имат два сина

## Галерия
- Дворец Росла в Харц
- Ортенберг, Хесен (1655)
- Дворец Бургк в Тюрингия